# Il mio amico scongelato
Il mio amico scongelato (Encino Man) è un film del 1992, diretto da Les Mayfield.

## Trama
Due giovani amici un giorno mentre scavano in giardino per creare una piscina  trovano un grande cubo di ghiaccio. Lo rompono e scoprono che all'interno si trova un uomo primitivo conservato da molti secoli che una volta scongelato riprende vita. Così decidono di civilizzarlo e farselo amico. Le difficoltà non sono poche, ma il cavernicolo si trasformerà ben presto in un rubacuori.